# Just Doin' It! Live (DVD)
Just Doin' It! Live è un DVD pubblicato dal gruppo inglese Status Quo nel novembre del 2006.

## Il DVD
Il DVD contiene l'intero concerto, con il "tutto esaurito" tenuto nel National Exhibition Centre di Birmingham il 21 maggio del 2006, appena cinque mesi dopo una delicata operazione subita dal cantante-chitarrista Rick Parfitt per la asportazione di un tumore alla gola.
Oltre al concerto, il prodotto include interviste nel dietro le quinte - con sottotitoli anche in italiano - ai cinque componenti della band, più un'ampia galleria fotografica.
Viene pubblicato anche in formato edizione speciale contenente in allegato un CD audio con una selezione di 14 tracce tratte dal concerto, a tiratura limitata.
Il lavoro va al n. 4 delle classifiche inglesi.

## Tracce
1. Caroline
2. Something About You Baby I Like
3. Don't Waste My Time
4. Forty-Five Hundred Times
5. Rain
6. Hold You Back
7. All Stand Up (Never Say Never)
8. The Oriental
9. Creepin' Up on You
10. Mystery Medley: Mystery Song, Railroad, Most of the Time, Wild Side of Life, Rollin' Home, Again and Again, Slow Train
11. Belavista Man
12. The Party Ain't Over Yet
13. Gerdundula
14. Roll Over Lay Down
15. Down Down
16. Whatever You Want
17. Rockin' All Over the World
18. Proposing Medley: What You're Proposing, Down the Dustpipe, Little Lady, Red Sky, Dear John, Big Fat Mama
19. Burning Bridges
20. Junior's Wailing
21. Rock and Roll Music
22. Bye Bye Johnny

## Extra
- Documentario – dietro le scene (sottotitoli anche in lingua italiana)
- Video musicale ‘The Party Ain't Over Yet’
- Fan Gallery

## Formazione
- Francis Rossi (chitarra solista, voce)
- Rick Parfitt (chitarra ritmica, voce)
- Andy Bown (tastiere)
- John 'Rhino' Edwards (basso, voce)
- Matt Letley (percussioni)